# Асфальтоукладчик

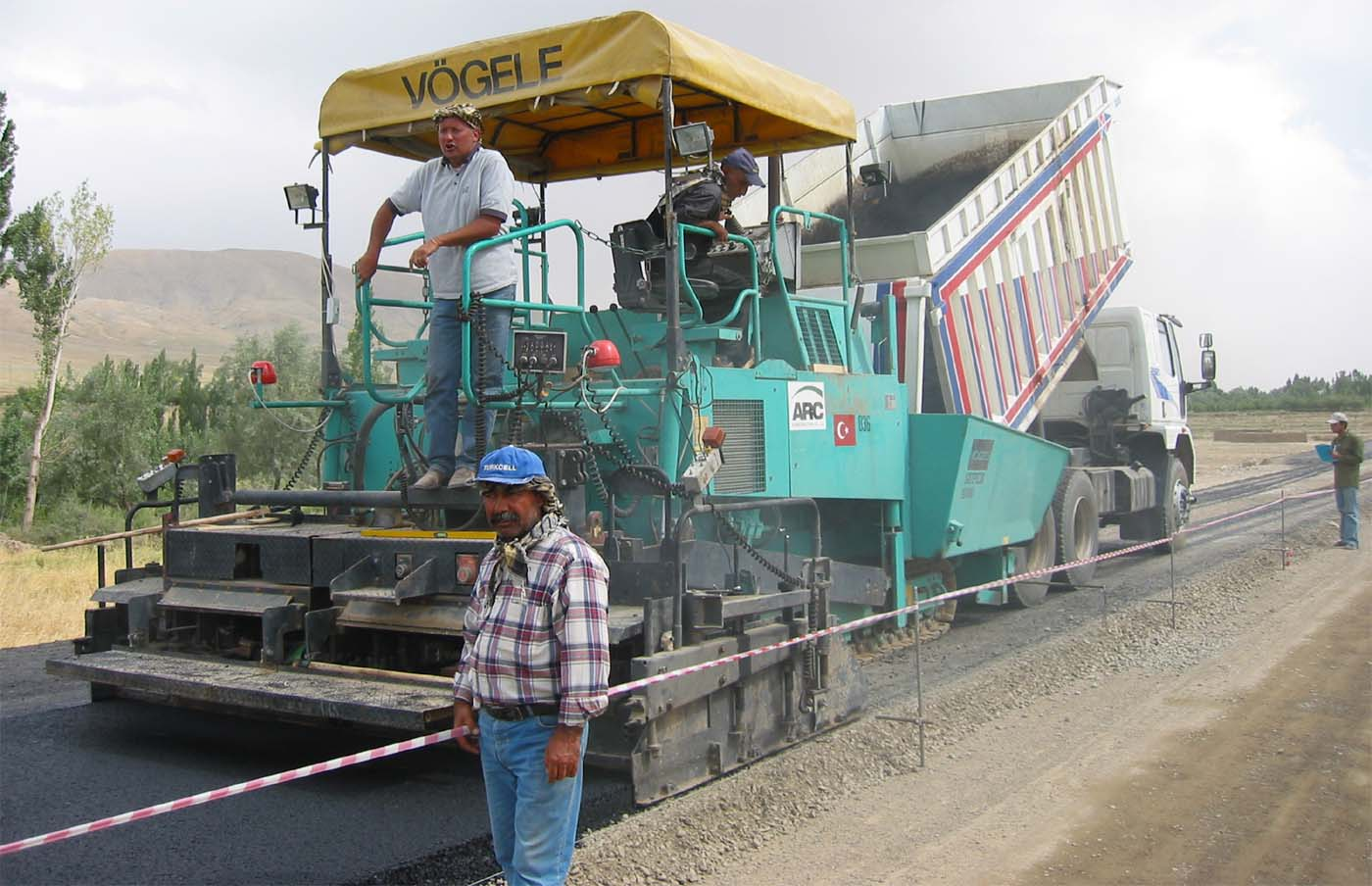
Работающий асфальтоукладчик: грузовик «питает» машину смесью

Асфальтоукла́дчик — сложная линейная дорожно-строительная машина. Асфальтоукладчики предназначены для укладки слоев асфальтобетонного покрытия, включающей распределение и предварительное уплотнение асфальтобетонной смеси по нижележащему слою дорожной одежды. Обычно работает в паре с грузовиком, поставляющим для него смесь.
Конструкция асфальтоукладчика была разработана фирмой Barber Greene (США) и на неё был подан патент 20 августа 1932 года. 10 апреля 1936 года U.S. Patent Office был выдан патент "Machine for and process of laying roads" .

## Автоматика нивелирования для асфальтоукладчиков

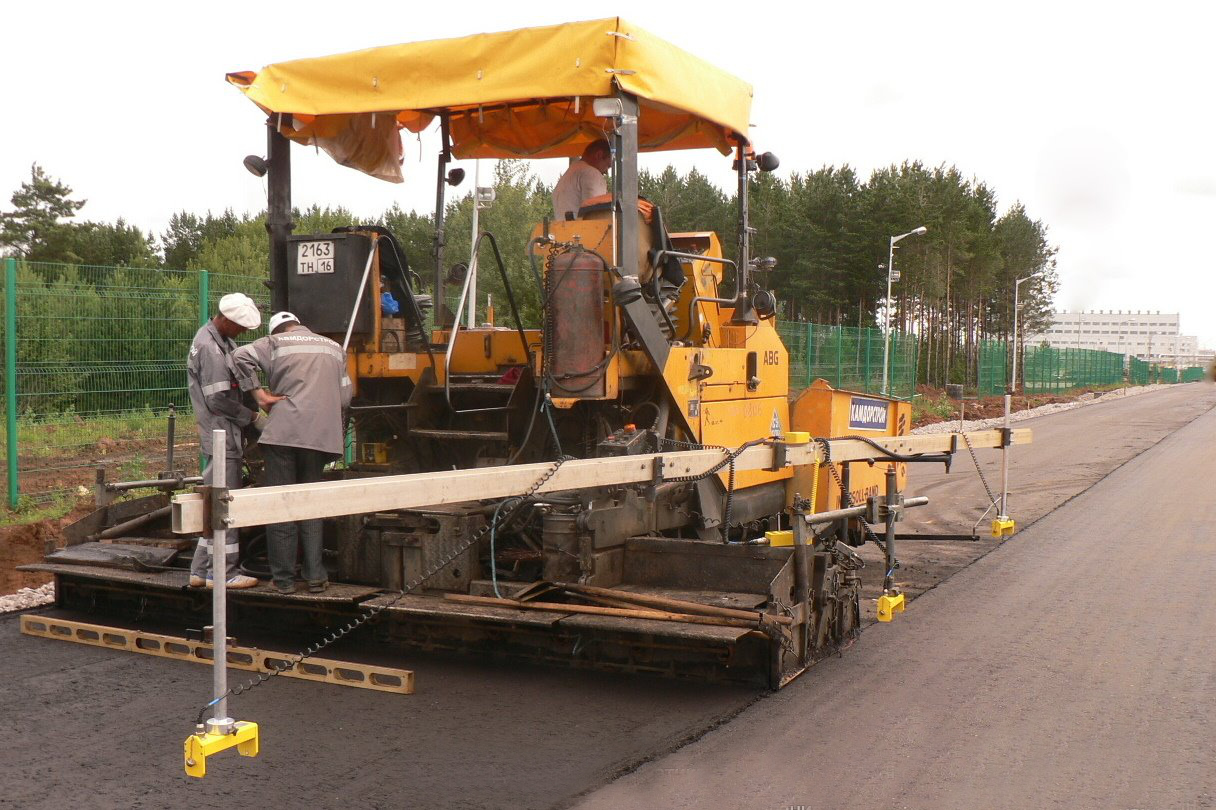
Асфальтоукладчик с автоматикой нивелирования

Конструкцией всех современных асфальтоукладчиков предусмотрена возможность автоматического управления процессами подачи, распределения и укладки материала дорожной одежды. Качественное строительство покрытия невозможно выполнить без использования для управления рабочим органом укладчика автоматики нивелирования, разве что небольших по площади, разрозненных участков. При строительстве не сложных объектов на укладчике устанавливают, как минимум, датчики контроля подачи материала на распределительный шнек, датчик уклона, контролирующий угол наклона плиты к горизонту, один или два датчика высоты, контролирующих толщину укладываемого слоя. На ответственных объектах, особенно на укладке широкой полосы дорожной одежды, при раздвинутой плите, используют более сложные системы автоматики нивелирования. АСУ для асфальтоукладчиков и других СДМ по способу передачи и обработки управляющего сигнала делятся на цифровые и аналоговые. Цифровые приборы создаются с учетом максимального использования последних достижений в области компьютерных технологий. Системы автоматики нивелирования, комплектуемые на их основе, универсальны, многофункциональны, предоставляют возможность применения различных сочетаний датчиков, например в один комплект АСУ может входить ультразвуковой бесконтактный датчик высоты и датчик-приемник лазерных плоскостей.